# Pfarrhaus (Wiedergeltingen)

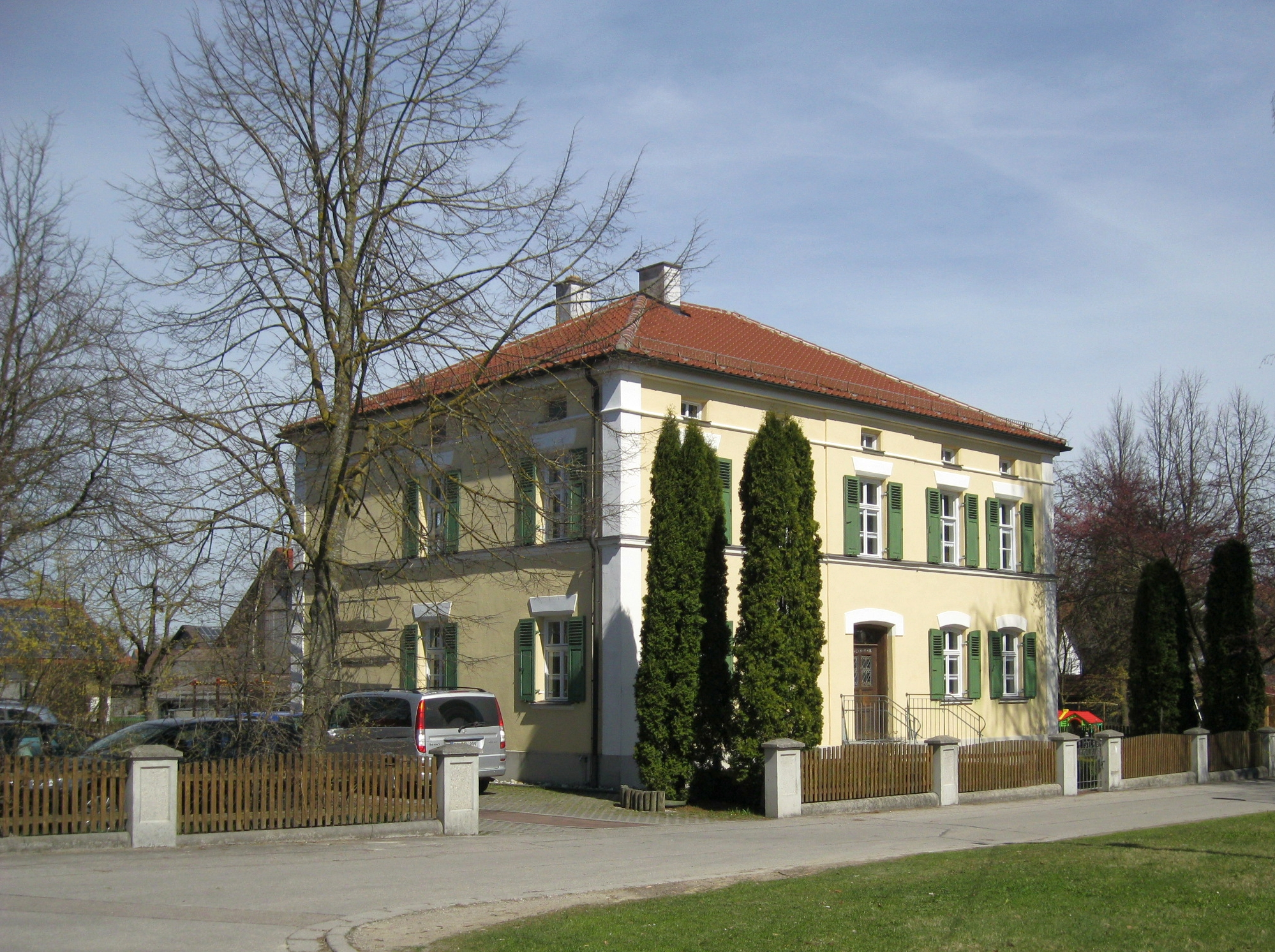
Ehemaliges Pfarrhaus in Wiedergeltingen

Das Pfarrhaus in Wiedergeltingen, einer Gemeinde im Landkreis Unterallgäu im bayerischen Regierungsbezirk Schwaben, wurde 1872 errichtet. Das ehemalige Pfarrhaus an der Pfarrgasse 1, östlich der katholischen Pfarrkirche St. Nikolaus ist ein geschütztes Baudenkmal.

## Vorgängerbau
Vorgängerbau an dieser Stelle war das Oberrichteramt der Hofmark des Klosters Steingaden.

## Beschreibung und Nutzung
Der zweigeschossige, kubische Bau mit Mezzanin, Putzgliederungen und Flachwalmdach besitzt fünf zu zwei Fensterachsen.
Das Gebäude wird seit 1994 als Kindertagesstätte genutzt.
Im Zuge der Vorbereitungen zur Erweiterung der Kindertagesstätte wurden 2020 im Garten Reste einer frühmittelalterlichen Hofstelle gefunden.
Östlich des historischen Gebäudes wurde 2020/21 ein moderner Erweiterungsbau für die Kindertagesstätte errichtet, der mit dem Altbau verbunden ist.